# Erika (cantante)
Erika De Bonis, conosciuta anche come Erika (Monte San Biagio, 5 febbraio 1984), è una cantante italiana di musica dance.
Ha ottenuto successo su scala europea nella prima metà degli anni duemila con canzoni come Ditto, I Don't Know  e Relations. I suoi singoli sono stati inseriti in gran parte delle raccolte di musica dance di quegli anni.

## Biografia
È stata scoperta artisticamente da Rossano Prini, fondatore di Spy Records (una sottoetichetta ormai defunta della casa discografica Time Records) e produttore, insieme a Luca Mensi, anche del fratello Tristano noto con lo pseudonimo Magic Box.
Ha debuttato discograficamente nel mondo della musica italo dance a febbraio del 2001, ad appena diciassette anni, sotto Spy con il singolo Relations, scritto dal fratello. Con questo brano, la cantante ha ottenuto un grande successo, rimanendo in vetta alle classifiche dance per settimane e riscuotendo ottimo successo nelle stazioni musicali. Nell'estate dello stesso anno ha raggiunto il successo internazionale con la medesima canzone. In un'intervista ha dichiarato che non canterà mai in italiano.
Successivamente, sempre in collaborazione con il duo formato da Luca Mensi e da Rossano Prini, meglio conosciuto come DJ Ross, ha dato vita ad altri singoli di successo quali Save my heart (settembre 2001), la popolare Ditto (aprile 2002), I Don't Know (aprile 2003) e Right or Wrong (maggio 2004). Le sue canzoni sono state inserite in decine di compilation di musica dance come Deejay Parade, la Los Cuarenta e la Discoparade.
Dopo aver girato l'Europa e aver partecipato a numerosi show televisivi più o meno importanti, nel 2004 e 2005 è volata in Brasile per un tour di concerti live tra cui il Planet Pop Festival 2004 e 2005.
Nel 2015 Erika torna sulle scene musicali con il singolo I Think About You. Sempre nello stesso anno pubblica il singolo See the Whole World Change.
Nel 2019 collabora con DJ Jump nell'album Back To The Feat interpretando il singolo Second of June.
Nel 2020 pubblica i brani Crazy For You e Feelings.
Nel 2023 pubblica il brano Who I Wanna Be, in collaborazione con DJ Ross.

## Discografia

### Singoli
- 2001 - Relations
- 2001 - Save My Heart
- 2002 - Ditto
- 2002 - You Make Me Feel Good/Relations
- 2003 - I Don't Know
- 2003 - I Don't Know (C.Y.T.remix)
- 2004 - Right or Wrong
- 2015 - I Think About You
- 2015 - See the Whole World Change
- 2019 - Dj Jump feat. Erika - Second Of June
- 2020 - Crazy For You
- 2020 - Feelings
- 2023 - DJ Ross X Erika - Who I Wanna Be